# Árni Óðinsson
Árni Óðinsson (* 24. Februar 1950 in Akureyri) ist ein ehemaliger isländischer Skirennläufer.

## Karriere
Árni Óðinsson war bei der Eröffnungsfeier der Olympischen Winterspiele 1976 in Innsbruck Fahnenträger der isländischen Mannschaft. Im Riesenslalomrennen schied er vorzeitig aus. Wenige Tage später war er auch für das Slalomrennen gemeldet, ging jedoch nicht an den Start.